# Desa Belendung (administrativ by i Indonesien, lat -6,55, long 107,79)
Desa Belendung är en administrativ by i Indonesien.   Den ligger i provinsen Jawa Barat, i den västra delen av landet, 110 km öster om huvudstaden Jakarta. Desa Belendung ligger vid sjön Situ Belendung.